# Судин Андрій Юрійович
Андрій Юрійович Судин (нар. 1 червня 1957 у Львові) — український журналіст і громадський діяч.

## Життєпис
Народився у сім'ї службовців. Після завершення середньої школи працював лаборантом одного з відділів СКБ виробничого об'єднання «Електрон».
1975 р. вступив на інженерно-економічний факультет Українського поліграфічного інституту імені Івана Федорова, який закінчив 1980 р.
1980 — редактор у філії Всесоюзного інституту патентної інформації в м. Ужгороді, 1982—1983 — інженер відділу інформації Головного науково-дослідного інституту автонавантажувачів у м. Львові, 1984—1989 — редактор редакційно-видавничого відділу, пізніше інженер відділу пропаганди наукових досягнень і передового виробничого досвіду у ЗМІ Львівського центру НТІ.
Був позаштатним кореспондентом Львівського обласного радіо, де підготував близько 30 авторських радіопередач, коментатором із економічних питань Львівського телебачення.
У 1990-х працював редактором у львівських газетах: «Радянський поліграфіст» (1989—1990), «Підзамче»(1990—1991), «Діло» (1991—1992), «Молода Галичина»(1992—1993).
В 1993 працював у журналі «Універсум», З 1993 — в Українській академії друкарства на кафедрі книгознавства та комерційної діяльності: старший викладач (1993—2007), доцент (з 2007), де працює і нині. Від 2006 викладає також на кафедрі видавничої справи та редагування.
В 1994 Андрій Судин, на той час старший викладач Українського поліграфічного інституту, разом зі студентами інституту О. Яриш та В. Єфремчук  під егідою інституту і за підтримки його тодішнього ректора Степана Гунька заснували видавництво і журнал «Палітра друку» — перше в незалежній Україні науково-практичне галузеве видання для поліграфістів та видавців. Протягом 1994—2006 одночасно з викладацькою роботою Андрій Судин працював головним редактором цього журналу.
Є редактором низки книжкових видань навчального, наукового, науково-популярного, літературно-художнього змісту у видавництвах «Знання», «Універсум», «MultyM», «Палітра друку», «БаК», «Спд Будянов» та ін.

## Публікації
За час роботи в Українській академії друкарства опублікував понад 130 наукових, науково-практичних, публіцистичних статей у різних виданнях. Є співавтором у колективній монографії.

## Громадська діяльність
Здійснював літературне редагування щорічного видання товариства «Любачівщина» — «Вісник Любачівщини», «Наш край Любачівщина».
Один із провідних учасників видання літературного альманаху для української діаспори «Зерна» (як літературний редактор і відповідальний секретар, член редколегії).
Заснував і редагує інтернет-ресурс «Книгобачення» про проблеми книжкової справи.